# بالیژاک
بالیژاک (به فرانسوی: Balizac) یک کمون (فرانسه) در فرانسه است که در canton of Saint-Symphorien واقع شده‌است.
 بالیژاک ۴۱٫۷۸ کیلومتر مربع مساحت دارد  ۴۳ متر بالاتر از سطح دریا واقع شده‌است.